# Ixora capillaris
Ixora capillaris är en måreväxtart som beskrevs av Cornelis Eliza Bertus Bremekamp. Ixora capillaris ingår i släktet Ixora och familjen måreväxter. Inga underarter finns listade i Catalogue of Life.